# Marstonia olivacea
Marstonia olivacea är en snäckart som först beskrevs av Henry Augustus Pilsbry 1895.  Marstonia olivacea ingår i släktet Marstonia och familjen tusensnäckor. IUCN kategoriserar arten globalt som utdöd. Inga underarter finns listade i Catalogue of Life.